# DKW Meisterklasse
DKW Meisterklasse war die Verkaufsbezeichnung mehrerer Pkw der „alten“ Auto Union AG (Sitz in Chemnitz) und eines Modells der „neuen“ Auto Union GmbH in Ingolstadt.
Es existierten:
- die „DKW Meisterklasse F 2-601“ und „F 2-701“, gebaut von 1932 bis 1935, siehe DKW F 2,[1]
- die „DKW Meisterklasse F 4-700“, gebaut von 1934 bis 1935, siehe DKW F 4,[1]
- die „DKW Meisterklasse F 5-700“, gebaut von 1935 bis 1936, siehe DKW F 5,[1]
- die „DKW Meisterklasse F 7-700“, gebaut von 1937 bis 1938, siehe DKW F 7,[1]
- die „DKW Meisterklasse F 8-700“, gebaut von 1939 bis 1940, siehe DKW F 8[1] und
- die „DKW Meisterklasse F 89“, gebaut von 1950 bis 1954, siehe DKW F 89[2].